# No es sólo rock and roll
No es sólo rock and roll es el segundo álbum de estudio del grupo de rock argentino Intoxicados publicado en el 2003. Fue grabado en Estudios Panda por Claudio Romandini, mezclado en Pichón digital por Claudio Romandini, excepto «Rock del vuelo 20773» y «Felicidad, depresión» por Ale Vázquez.
Las canciones más destacadas son: «Está Saliendo el Sol», «Volver a Casa», «De La Guitarra», «Reggae Para los Amigos», «Una Vela», «No Tengo Ganas» y «Don Electrón».
El título del álbum es una referencia al disco lanzado por The Rolling Stones en 1974 llamado It's Only Rock'n'Roll.
Este álbum está incluido en La lista de los 100 mejores álbumes del rock argentino según la revista Rolling Stone.
El disco inicia con un prólogo narrado, en el que se habla de la génesis de la vida humana y su condición; además de hablar de quienes son los "Intoxicados".
A lo largo del disco, entre canción y canción, hay pequeñas conversaciones de teléfono del líder de la banda Pity Álvarez bajo el seudónimo del Dr. Álvarez con una pizzería; Pity estaba solicitando una "conexión clandestina de gas". Al final del disco, Pity llamaría a una verdadera "empresa de gas".

## Lista de canciones
Todas las canciones escritas y compuestas por Pity Álvarez excepto lo indicado. 
| N.º | Título                                      | Duración |  |
| 1.  | «Prólogo»                                   | 1:14     |  |
| 2.  | «Está saliendo el sol»                      | 4:08     |  |
| 3.  | «Volver a casa»                             | 3:46     |  |
| 4.  | «De la guitarra» (Pity Álvarez/Jorge Rossi) | 5:12     |  |
| 5.  | «Reggae para los amigos»                    | 4:56     |  |
| 6.  | «Una vela»                                  | 4:33     |  |
| 7.  | «Rodando por ahí»                           | 4:38     |  |
| 8.  | «De a ratitos»                              | 3:14     |  |
| 9.  | «No tengo ganas»                            | 5:11     |  |
| 10. | «Rock del vuelo 20773»                      | 2:38     |  |
| 11. | «Un tema de mierda»                         | 4:02     |  |
| 12. | «Felicidad, depresión»                      | 7:29     |  |
| 13. | «Don Electrón»                              | 3:32     |  |
| 14. | «Departamento deshabitado»                  | 5:50     |  |